# Hwange Colliery FC
Hwange Colliery FC ist ein simbabwischer Fußballverein aus Hwange.
Der Verein, der als Wankie FC gegründet worden ist, ist einer der ältesten Fußballvereine in Simbabwe. Das genaue Gründungsjahr ist nicht bekannt. Bereits 1893 beim Bau der Eisenbahnstrecke wurden unter den Angestellten und den Arbeitern vereinzelt Fußballspiele ausgetragen. Dennoch gelang es dem Verein dreimal, den Pokalwettbewerb gewinnen. 1970 wurde im Finale mit 6:2 der Salisbury Callies bezwungen. 1973 besiegten sie mit 1:0 den Dynamos FC überraschend. 1991 standen sie dem damaligen Zweitligisten Cranbonne Bullets gegenüber. Sie gewannen mit 3:2 Toren. Von den Fans wird der Verein Chipangano genannt. 2005 wurde er in Hwange Colliery FC umbenannt.

## Statistik in den CAF-Wettbewerben
| Wettbewerb                    | Runde    | Gegner             | Hinspiel            | Rückspiel           |  |
| ----------------------------- | -------- | ------------------ | ------------------- | ------------------- |  |
|                               |          |                    |                     |                     |  |
| African Cup Winners’ Cup 1993 | 1. Runde | Breweries Nairobi  | 0:2 (H)             | 1:1 (A)             |  |
| CAF Confederation Cup 2005    | Vorrunde | Ferroviário Maputo | kampflos für Maputo | kampflos für Maputo |  |
| CAF Confederation Cup 2012    | Vorrunde | Jamhuri FC         | 3:0 (A)             | 4:1 (H)             |  |
|                               | 1. Runde | Alamal SC Atbara   | 1:1 (H)             | 0:0 (A)             |  |